# Альтентанн
Альтентанн (нім. Altenthann) — громада в Німеччині, розташована в землі Баварія. Підпорядковується адміністративному округу Верхній Пфальц. Входить до складу району Регенсбург. Складова частина об'єднання громад Донаустауф.
Площа — 21,27 км2. Населення становить 1448 ос. (станом на 31 грудня 2020).

## Галерея

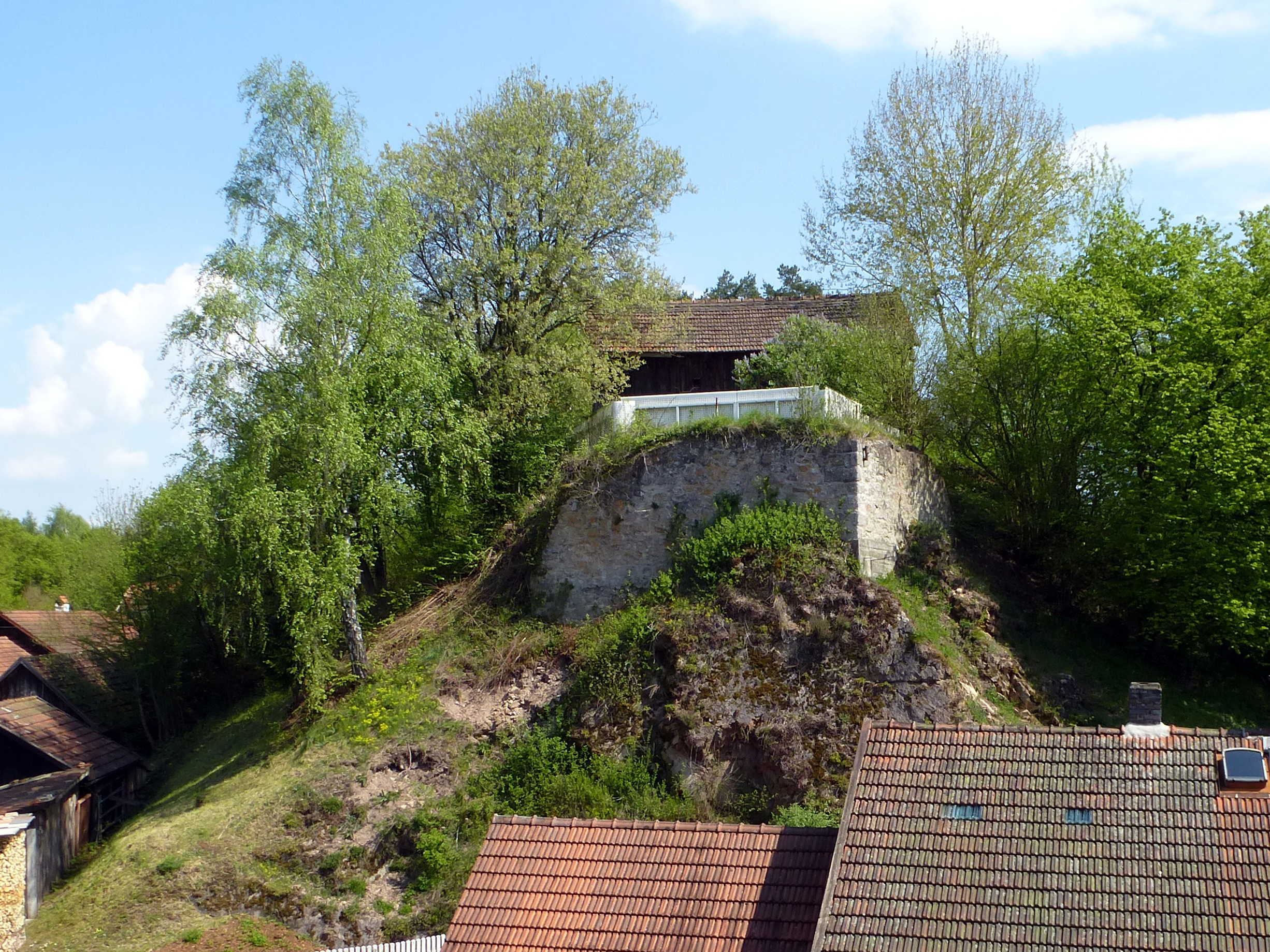
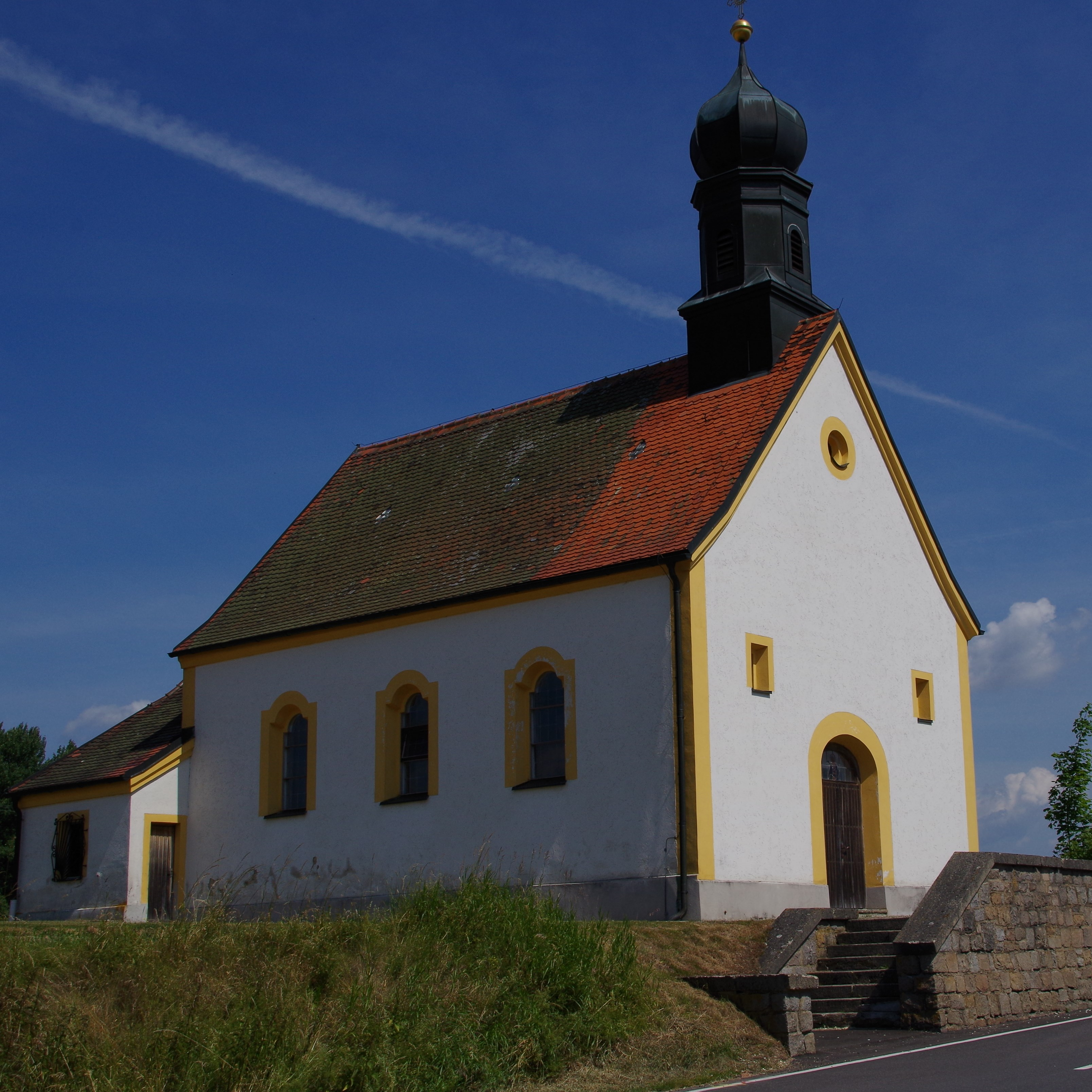